# Verbena bonariensis
Verbena bonariensis es una especie de planta fanerógama perteneciente a la familia de las verbenáceas.

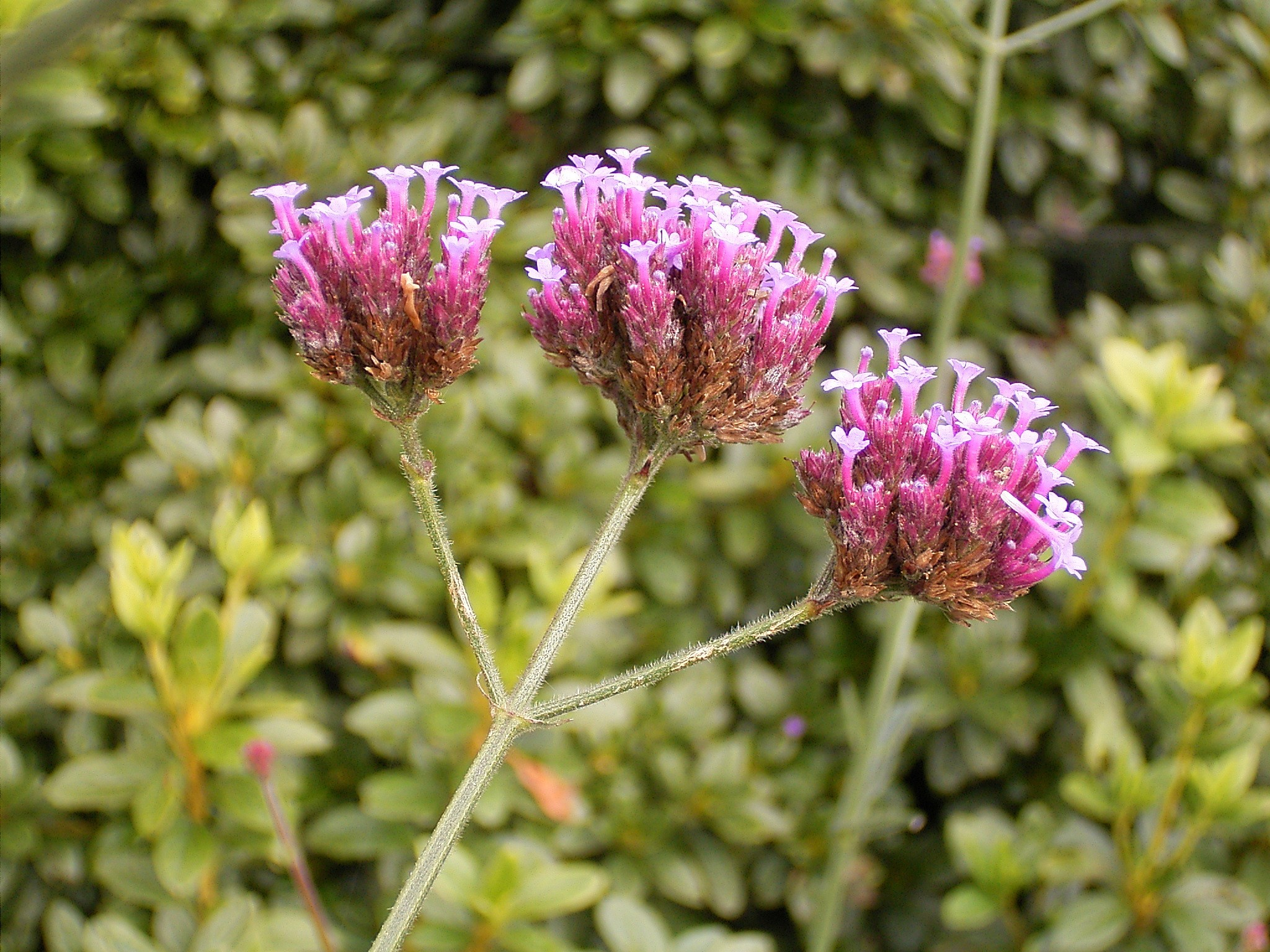
Detalle.

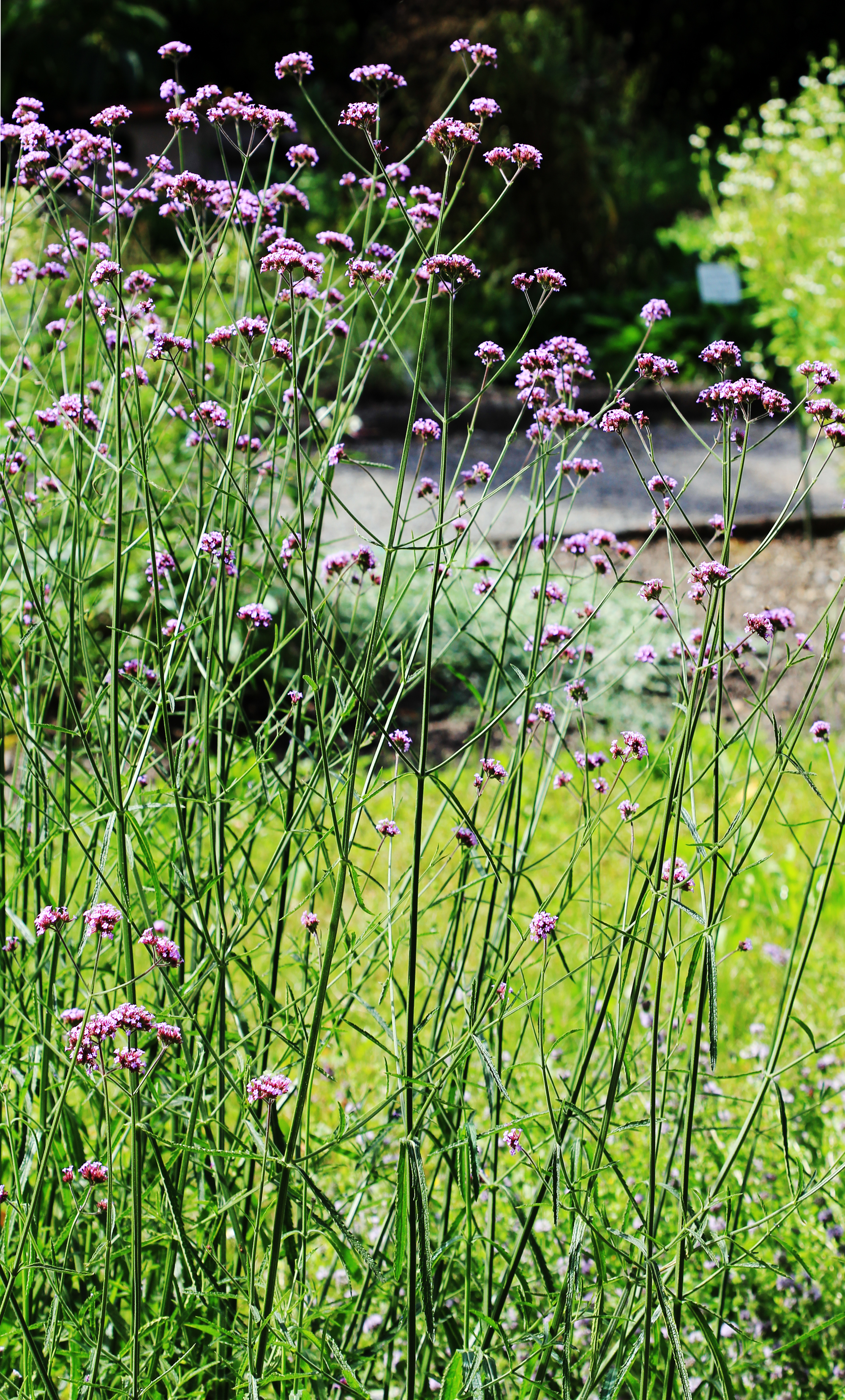
En su hábitat.

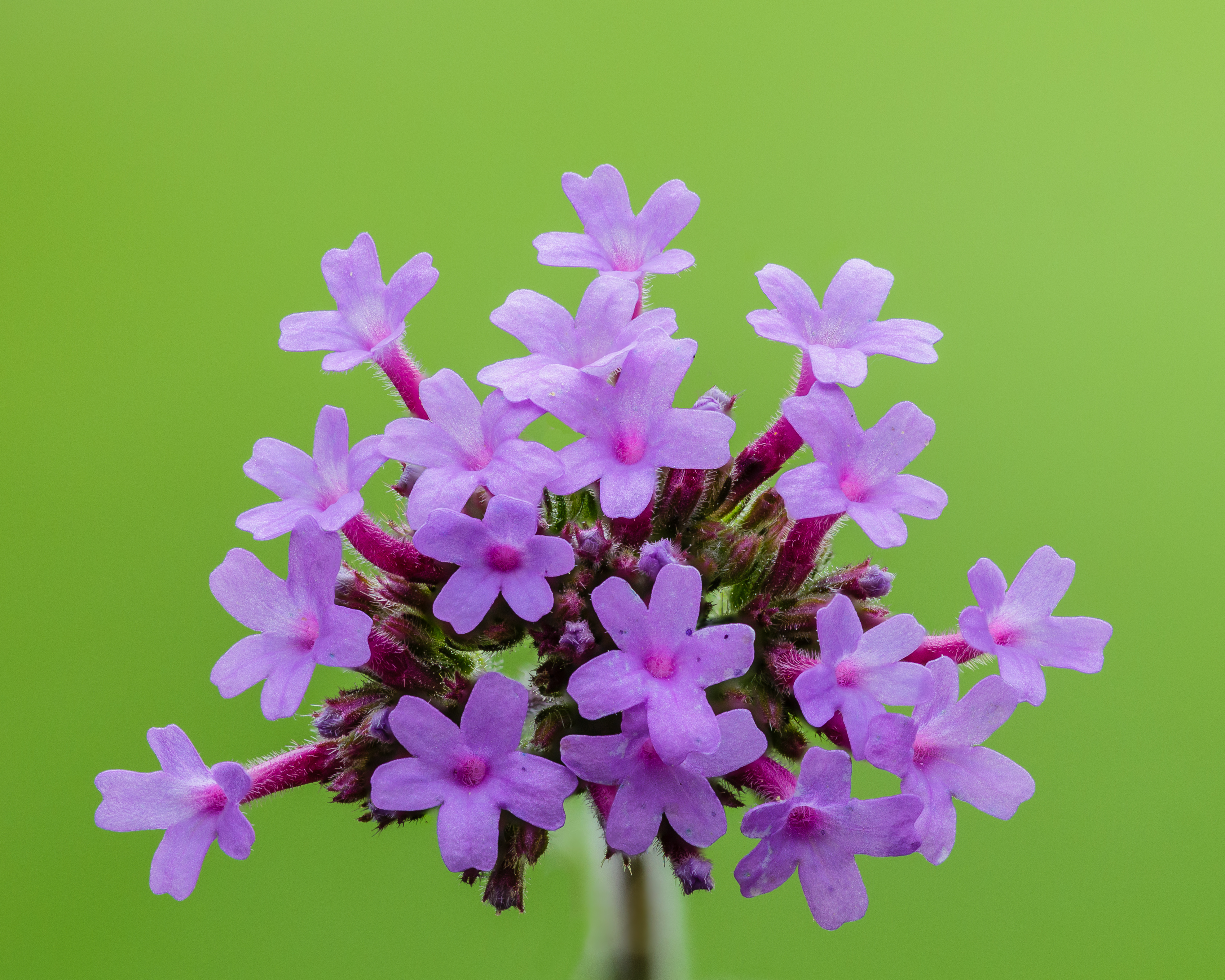
Detalle de flor.

## Distribución y hábitat
Es nativa  de América del Sur donde crece en la mayor parte de las regiones templadas a cálidas, desde Colombia y Brasil a la Argentina y Chile.

## Descripción
Verbena bonariensis es una planta alta y delgada de tallo perenne. Puede crecer hasta los 120 cm de altura y puede extenderse a 90 cm de ancho. En la madurez, se desarrollará una base leñosa. Las flores son fragantes con olor a lavanda y de color rosa púrpura se encuentran en racimos apretados situados en tallos terminales y axilares, florece desde mediados de verano hasta las heladas de otoño. El tallo es cuadrado con entrenudos muy largos. Las hojas son ovadas a ovado-lanceoladas con margen dentado y miden 10 cm de largo.

## Usos
V. bonariensis se cultiva como planta ornamental para los jardines tradicionales y tolerantes a la sequía.
Es una planta perenne, resistente en zonas del USDA 7-11. Se puede cultivar como anual en zonas donde no es resistente al invierno y florecerá en el primer año cuando se cultiva a partir de semillas. Sus largos internudos dan una apariencia escasa pero permiten que se entremezclen y convivan con otras plantas. Las flores que aparecen a mediados o finales del verano, son muy atractivos a las mariposas, y proveen néctar para las abejas nativas y muchos insectos beneficiosos del jardín.

## Cultivo
Esta especie crece mejor en un suelo bien drenado. Prefiere pleno sol o sombra parcial y necesita humedad regular. Tiene una reputación de rara de ser atacado por plagas de insectos, pero puede ser susceptible al moho polvoriento . V. bonariensis se cultiva comúnmente a partir de semillas que germinan fácilmente sin pretratamiento, pero también puede ser propagada de esquejes del tallo herbáceo.
Ha ganado el Award of Garden Merit de la Royal Horticultural Society.

## Taxonomía
Verbena brasiliensis fue descrita por Carlos Linneo y publicado en Species Plantarum 1: 20. 1753.
Etimología
Verbena: nombre genérico que es un antiguo nombre latíno de la verbena común europea.
bonariensis: epíteto específico que alude a su localización en Buenos Aires.
Sinonimia
- Verbena bonariensis f. albiflora Moldenke
- Verbena bonariensis var. bonariensis
- Verbena bonariensis var. conglomerata Briq.
- Verbena bonariensis var. hispida Rendle
- Verbena bonariensis var. longibracteata Kuntze
- Verbena bonariensis f. robustior Chodat
- Verbena elongata Salisb.
- Verbena inamoena Briq.
- Verbena intercedens Briq.
- Verbena trichotoma Moench[4]